# Associazione Calcio San Donà 1939-1940
Questa voce raccoglie le informazioni riguardanti l'Associazione Calcio San Donà nelle competizioni ufficiali della stagione 1939-1940.

## Rosa
| N. |                   | Ruolo | Calciatore        |
| -- | ----------------- | ----- | ----------------- |
|    | Italia (bandiera) | A     | Vincenzo Babetto  |
|    | Italia (bandiera) | D     | Emilio Bergamini  |
|    | Italia (bandiera) | A     | Paolo Bison       |
|    | Italia (bandiera) | C     | Carlo Boscarol    |
|    | Italia (bandiera) | C     | Giulio Bullo      |
|    | Italia (bandiera) | A     | Ubaldo Cappello   |
|    | Italia (bandiera) | C     | Carrara           |
|    | Italia (bandiera) | A     | Ruggero Fabbro    |
|    | Italia (bandiera) | D     | Amelio Fantin     |
|    | Italia (bandiera) | C     | Antonio Franco    |
|    | Italia (bandiera) | A     | Vittorio Gavagnin |

| N. |                   | Ruolo | Calciatore          |
| -- | ----------------- | ----- | ------------------- |
|    | Italia (bandiera) | A     | G. Lombardi         |
|    | Italia (bandiera) | A     | G. Magrini          |
|    | Italia (bandiera) | C     | Cesare Nardini      |
|    | Italia (bandiera) | C     | Severino Pavan      |
|    | Italia (bandiera) | D     | Enrico Perissinotto |
|    | Italia (bandiera) | A     | Gastone Prendato    |
|    | Italia (bandiera) | D     | Arturo Silvestri    |
|    | Italia (bandiera) | P     | Giordano Striuli    |
|    | Italia (bandiera) | P     | Guerrino Striuli    |
|    | Italia (bandiera) | C     | Bruno Zambon        |
|    | Italia (bandiera) | C     | Verino Zanutto      |